# Rampfeber (pjäs)
Rampfeber, i original Noises Off, är en pjäs (komedi) av Michael Frayn från 1982. Pjäsen handlar om en uppförandet av en usel dörrspringarfars med namnet Nothing On.
Den filmades 1992 som Kaos i kulissen (originaltitel Noises Off).